# Sydarabiska språk

Sydarabiska språk

Den sydarabiska språkgruppen innefattar ett antal semitiska språk, bland dem mehri som talas i östra Jemen, shkhawri som talas i delar av Oman, och Soqotri, som talas i stort sett uteslutande på ön Sokotra söder om det jemitiska fastlandet. Flera historiska språk kallas också sydarabiska, bland dem sabeiska och mineiska.